# Grivola
La Grivola è una montagna del massiccio del Gran Paradiso, nelle Alpi Graie, alta 3.969 m s.l.m. Si trova lungo lo spartiacque tra la Valsavarenche e la val di Cogne nella Valle d'Aosta tra i comuni di Cogne, Valsavarenche ed Aymavilles. È la terza per altezza nel massiccio del Gran Paradiso.

## Toponimo
La Grivola ha avuto diversi toponimi nella sua storia:
- Pic de Cogne
- Grivolet
- Bec de Grivola
- Aiguille de Grivola

Il toponimo "Grivola" appare nel 1845. Giuseppe Giacosa fa risalire la sua origine al patois valdostano griva, il tordo (in francese, "grive"). L'abbé Henry parla di grivoline (in francese, "grivoise"), una bella ragazza, come per la Jungfrau. Paul-Louis Rousset indica la parola gri in patois di Valgrisenche, che significa "pietraia".

## Caratteristiche

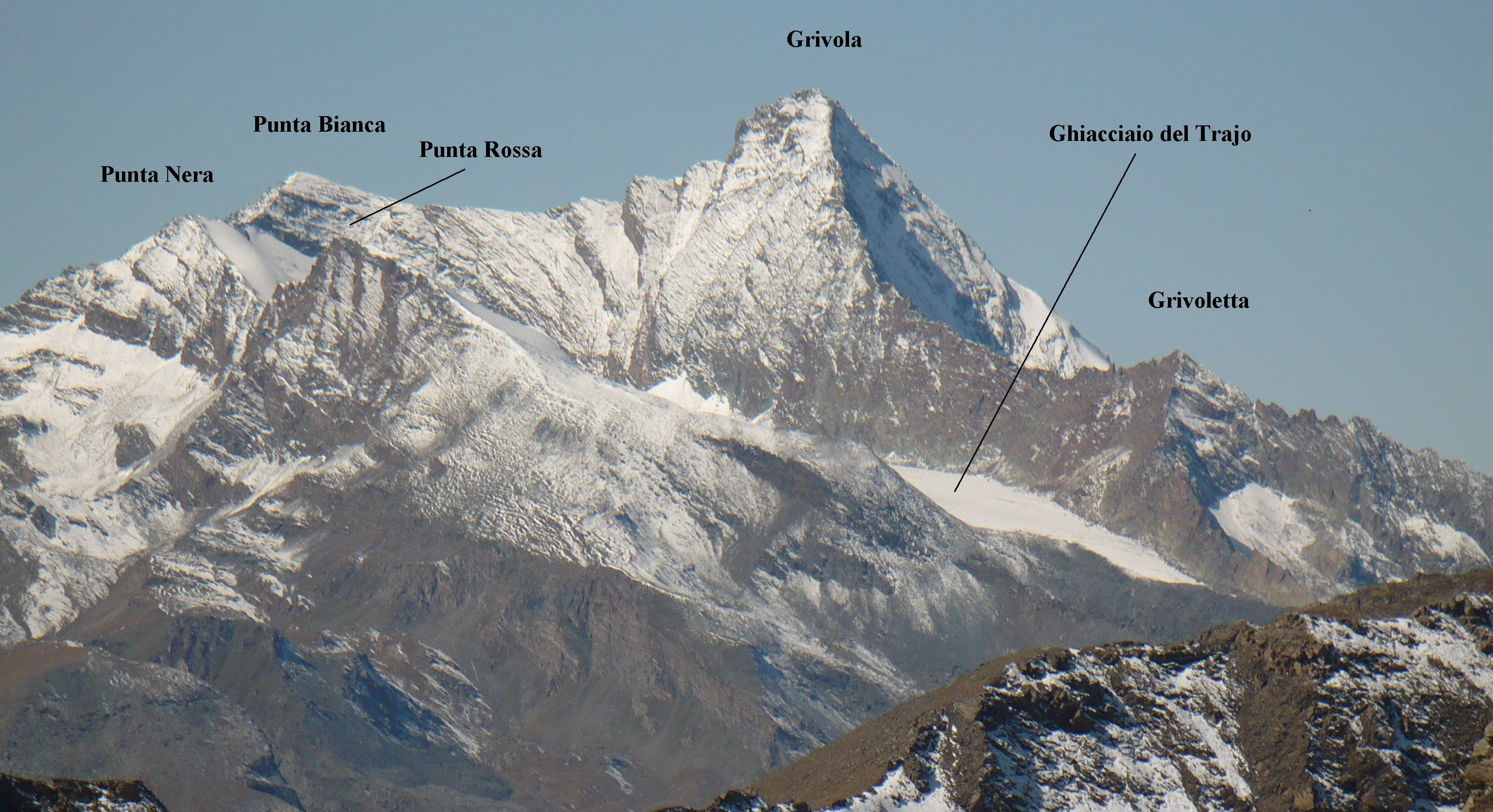
La Grivola con l'indicazione delle vette vicine.

Definita dal poeta Giosuè Carducci l'ardua Grivola bella, si può considerare tale solo vedendo il suo versante settentrionale, che appare in tutta la sua imponenza percorrendo la Valle d'Aosta. Gli altri versanti sono per contro piuttosto anonimi, anche se la Grivola spicca per altezza sulle vette immediatamente vicine.
Il versante nord della montagna è interessato dal Ghiacciaio del Nomenon mentre quello est dal Ghiacciaio del Trajo.
La vetta è contornata da altre punte meno alte e meno note ma comunque degne di rilievo: Punta Bianca della Grivola (3.793 m), Punta Nera (3.683 m), Punta Rossa della Grivola (3.630 m) e Grivoletta (3.514 m).

## Ascesa alla vetta

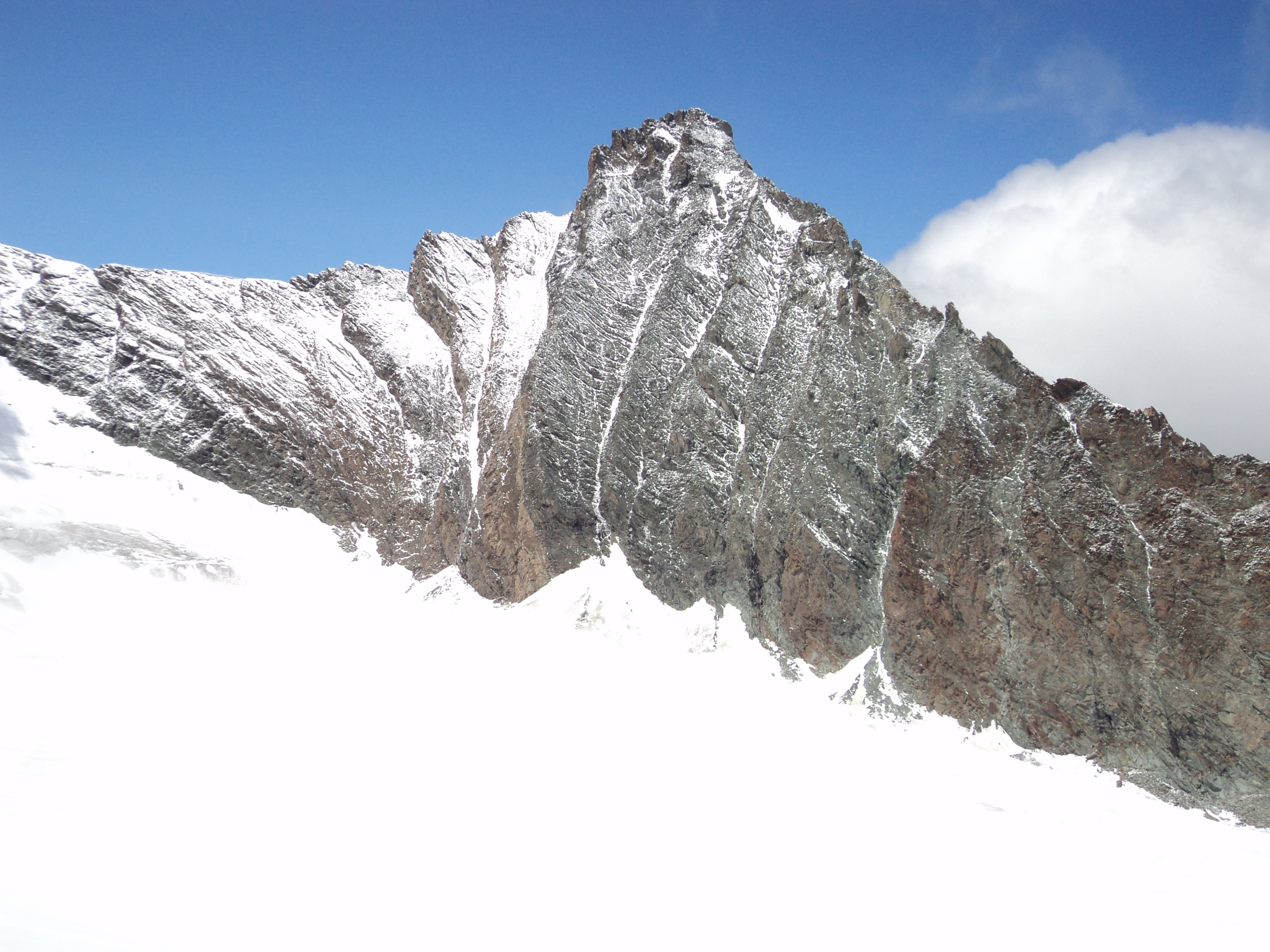
Parete est della Grivola vista dalla Punta Rossa. In basso il ghiacciaio del Trajo.

La vetta è stata conquistata per la prima volta il 23 agosto 1859 da parte di J.Ormsby, R.Bruce, Fidèle-Ambroise Dayné, Z.Cachat e J.Tairraz.
Oggi la vetta può essere salita partendo dal rifugio Vittorio Sella, con attraversamento del Colle della Nera (Col de la Noire), del bacino superiore del ghiacciaio del Trajo e salita della parete sud-est (visibile nella foto dalla Punta Tersiva). Itinerario non difficile ma assai lungo e pericoloso in parete per la frequente caduta di sassi.
In alternativa è anche possibile compiere l'ascensione alla Grivola seguendo la cresta detta delle Clochettes (Nord-Est). Il primo giorno si parte dalla frazione Crétaz di Cogne (circa 1.500 m) e dopo aver percorso un ghiacciaio semipianeggiante (ghiacciaio del Trajo) si sale attraverso passaggi di roccia fino alla base della cresta, raggiungendo il bivacco Mario Balzola (3.477 m). Il secondo giorno si risale la cresta, che è esposta e presenta un tratto al IV grado della scala di arrampicata. Questo secondo itinerario, rispetto alla via normale, è più tecnico ma ha il pregio di svolgersi su roccia più compatta, evitando così le pericolose scariche di pietre.
Altra via più impegnativa è attraverso la parete Nord Ovest, parete che presenta uno sviluppo di circa 1400 metri e si affronta in genere partendo dalla frazione Épinel di Cogne.

## Galleria d'immagini

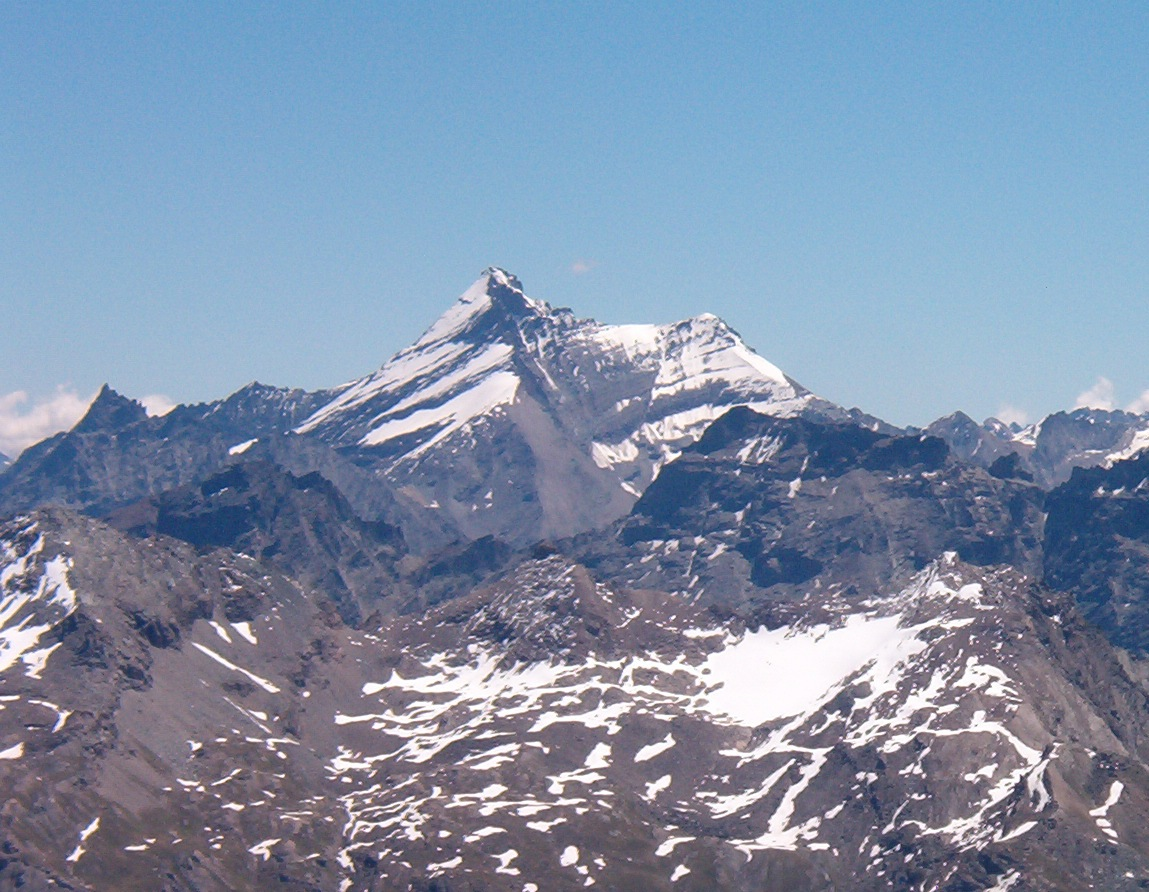
La Grivola vista dalla vetta della Testa del Rutor
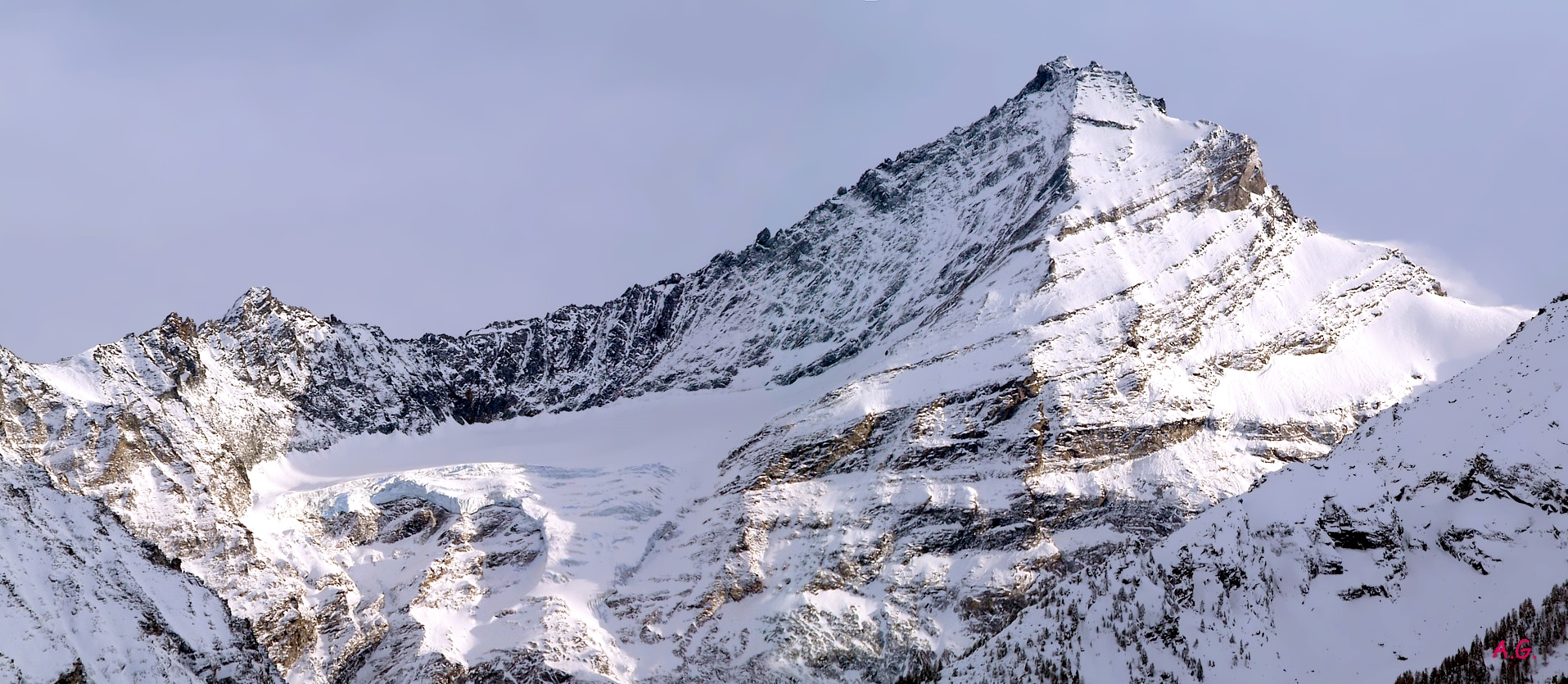
Il versante nord della Grivola
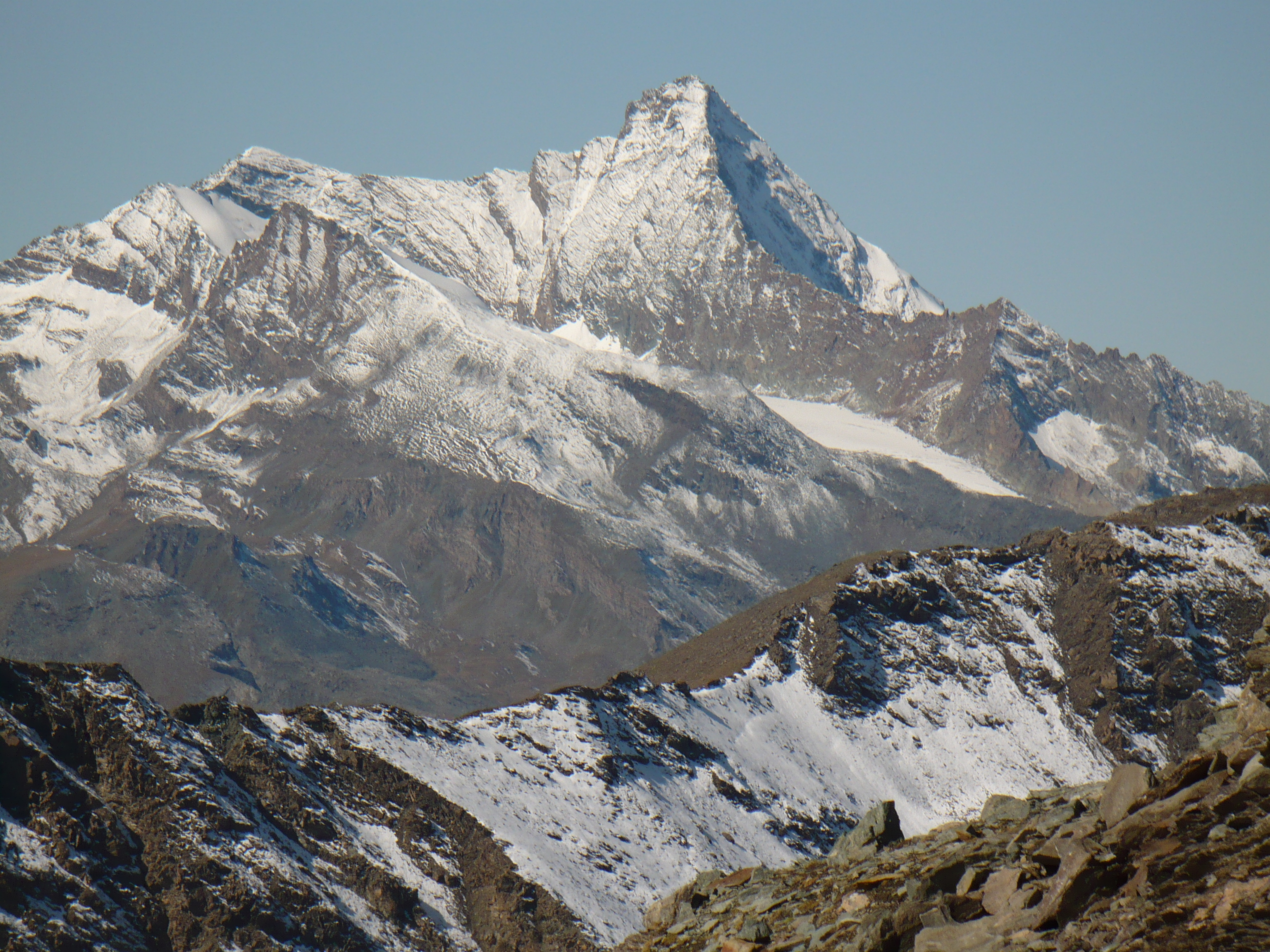
La Grivola vista dalla Punta Tersiva
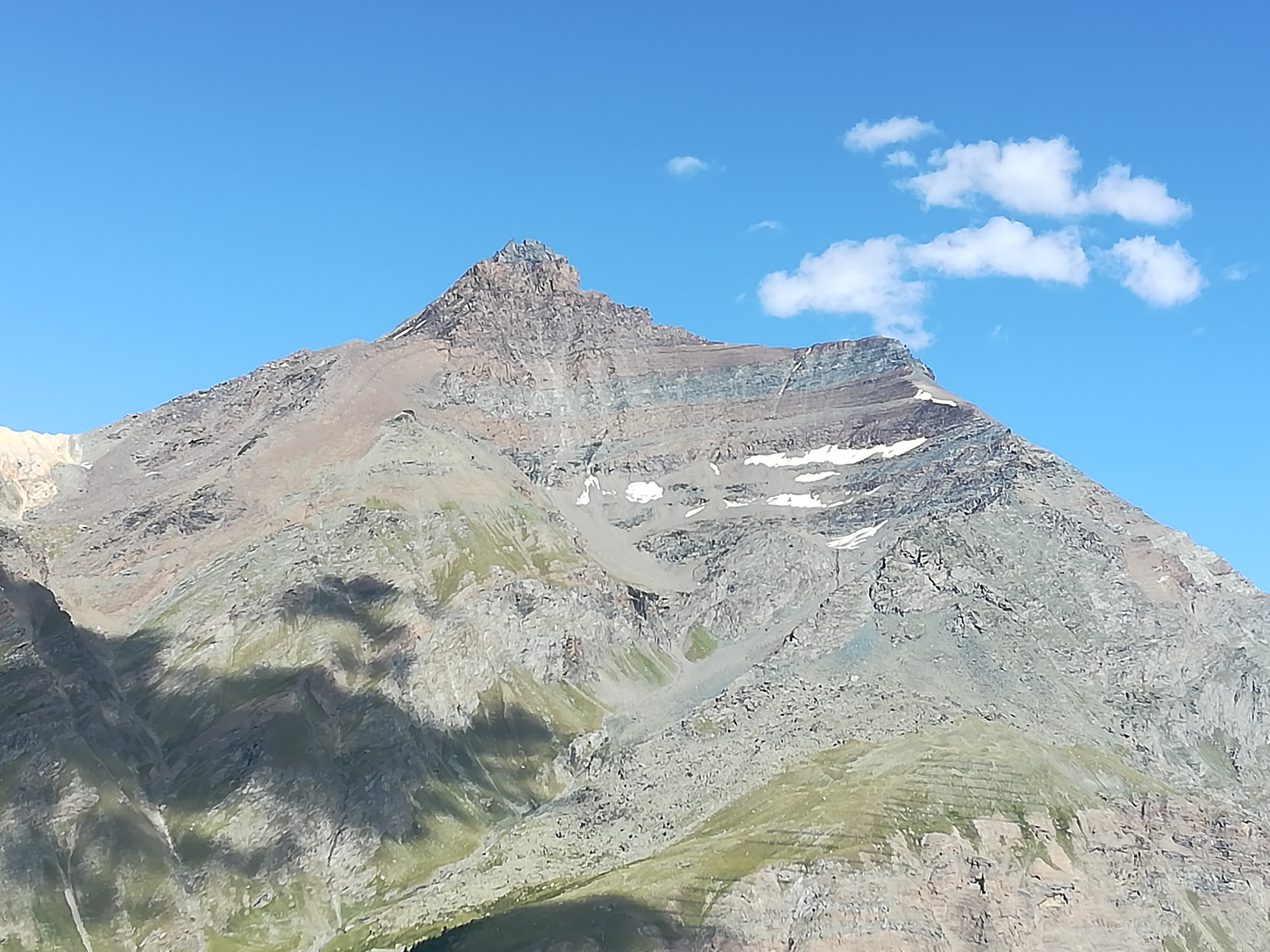
La montagna vista nel versante verso la Valsavarenche. A destra la Punta Bianca della Grivola.
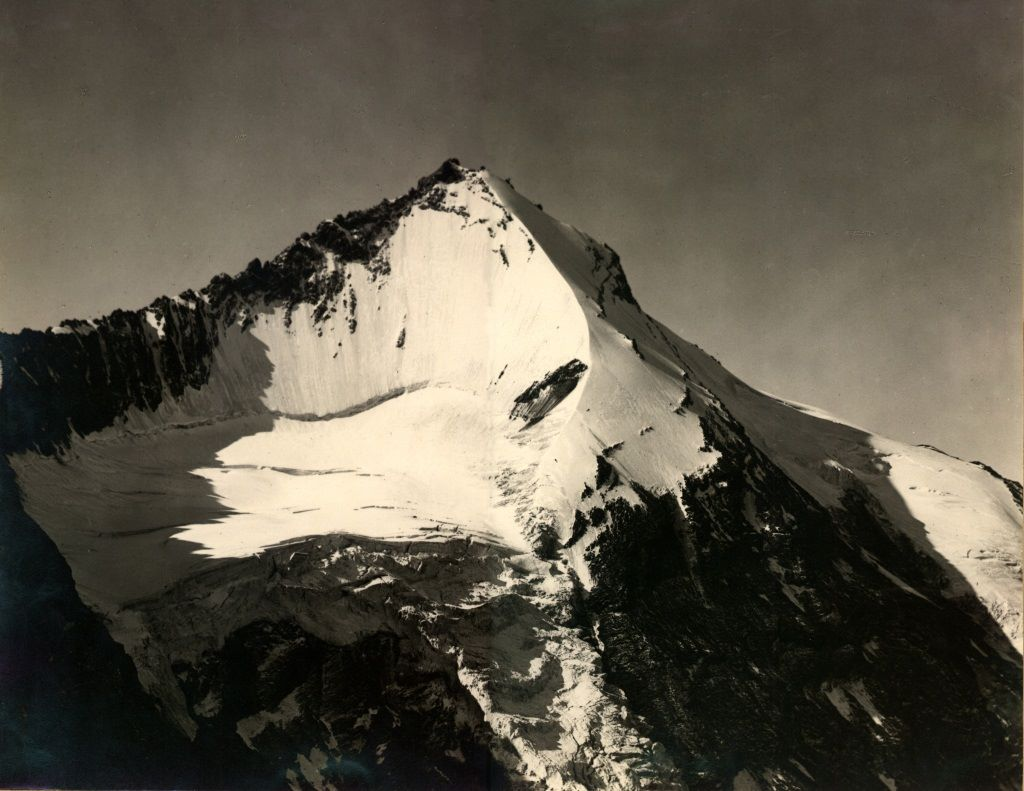
Parete est nel 1932